# Tubeway Army (альбом)
Tubeway Army (с англ. — «Трубопроводное войско») — дебютный студийный альбом английской нью-вейв-группы Tubeway Army, выпущенный 24 ноября 1978 года лейблом Beggars Banquet Records.

## Композиция и стиль
Несмотря на то, что Tubeway Army был дебютным альбомом группы, он воспринимался как переходный, сочетающий в себе панк-мотив ранних синглов «That’s Too Bad» и «Bombers» с электронной музыкой и научно-фантастическими образами Replicas. В первом треке «Listen to the Sirens» была использована первая строчка из романа Филипа К. Дика «Пролейтесь, слёзы...», а в «Steel and You» были отсылки к андроидам («Just my steel friend and me / I stand brave by his side»). В этих и ряде других треков использовались примитивные синтезаторные эффекты — наследие того, что однажды в студии звукозаписи Ньюман наткнулся на Minimoog.
В других песнях альбома, как правило, описывался мрачный мир, который сравнивали с миром Уильяма С. Берроуза, писателя, чьё влияние признавал Ньюман. «Friends» была посвящена мужской проституции. «Every Day I Die» была о подростковой мастурбации. «Jo the Waiter» была о наркотической зависимости. «The Life Machine» была рассказана с точки зрения человека в коме, подключённого к аппарату жизнеобеспечения, который может только «наблюдать откуда-то, как приходят и уходят любимые».
Среди основных источников вдохновения для общего звучания этого альбома были названы Дэвид Боуи (эпохи Зигги Стардаста и «Берлинской трилогии»), ранние Roxy Music и Брайан Ино, Лу Рид и The Velvet Underground, а также ранние Ultravox.

## Выпуск

### Переиздание
Переиздание альбома Tubeway Army на компакт-диске в 1998 году включало концертный альбом Live at the Roxy, изначально выпущенный как бутлег, а затем переименованный в Living Ornaments '78 — отсылка к официальным концертным альбомам группы Ньюмана Living Ornaments '79 (1981 г.), Living Ornaments '80 (1981 г.) и Living Ornaments '81 (1998 г.). В него вошли ранние версии песен «My Shadow in Vain» и «Friends» («Do Your Best»), а также кавер-версия песни The Velvet Underground «White Light/White Heat».

## Коммерческий успех
Первоначальный тираж в 5000 экземпляров (неофициально известный как Blue Album (рус. Голубой альбом) из-за цвета винила и обложки) был распродан, но этого было недостаточно, чтобы попасть в чарты. При переиздании в середине 1979 года, после успеха следующего альбома Replicas (1979 г.), была представлена более известная обложка со стилизованным портретом Гэри Ньюмана. Этот релиз занял 14-е место в UK Albums Chart.

## Отзывы критиков
| Оценки критиков | Оценки критиков |
| Источник        | Оценка          |
| --------------- | --------------- |
| AllMusic        | [ 6 ]           |
| Smash Hits      | 7/10            |

После переиздания в 1979 году, последовавшего за успехом второго альбома Tubeway Army Replicas, альбом получил 7 баллов из 10 в журнале Smash Hits. Рецензент Ред Старр написал: "К сожалению, он не так хорош, как Replicas — он грубее и панковнее, в нём больше гитар, чем синтезаторов, но этот голос мгновенно узнаваем. В текстах снова на первом плане видения будущего — дети из пробирок и полиция грёз. Однако это совсем неплохо, но интересно скорее как воспоминание, чем как необходимость в настоящем. Лучшие треки: «Jo the Waiter», «Listen to the Sirens».

### Влияние
Краст-панк/дэт-метал группа Deviated Instinct исполнила «Listen to the Sirens» на своём мини-альбоме Nailed 1990 года. Стоунер-метал-группа Red Fang исполнила песню «Listen to the Sirens» в 2018 году и выпустила её как сингл и видеоклип.
В 1997 году вышел трибьют-альбом Ньюману под названием Random, в который вошли каверы на песни с альбома Tubeway Army в исполнении Pop Will Eat Itself («Friends»), The Orb («Jo the Waiter») и Dubstar («Every Day I Die»). Терре Тэмлиц записал фортепианную версию «Friends», выпущенную в 1999 году на трибьют-альбоме Ньюману Replicas Rubato.

## Список композиций
Слова и музыка всех песен — Гэри Ньюман, за исключением отмеченных.
| №                   | Название                   | Длительность |
| ------------------- | -------------------------- | ------------ |
| 1.                  | «Listen to the Sirens»     | 3:05         |
| 2.                  | «My Shadow in Vain»        | 2:55         |
| 3.                  | «The Life Machine»         | 2:44         |
| 4.                  | «Friends»                  | 2:25         |
| 5.                  | «Something's in the House» | 3:57         |
| 6.                  | «Everyday I Die»           | 2:23         |
| 7.                  | «Steel and You»            | 4:09         |
| 8.                  | «My Love Is a Liquid»      | 3:26         |
| 9.                  | «Are You Real?»            | 3:19         |
| 10.                 | «The Dream Police»         | 3:38         |
| 11.                 | «Jo the Waiter»            | 2:36         |
| 12.                 | «Zero Bars (Mr. Smith)»    | 2:48         |
| Общая длительность: | Общая длительность:        | 37:25        |

| №                   | Название                        | Автор(ы)            | Длительность |
| ------------------- | ------------------------------- | ------------------- | ------------ |
| 13.                 | «Positive Thinking (Live)»      |                     | 2:56         |
| 14.                 | «Boys (Live)»                   |                     | 2:13         |
| 15.                 | «Blue Eyes (Live)»              |                     | 2:03         |
| 16.                 | «You Don't Know Me (Live)»      |                     | 2:28         |
| 17.                 | «My Shadow in Vain (Live)»      |                     | 4:13         |
| 18.                 | «Me My Head (Live)»             |                     | 4:10         |
| 19.                 | «That's Too Bad (Live)»         |                     | 3:26         |
| 20.                 | «Basic J (Live)»                |                     | 3:03         |
| 21.                 | «Do Your Best (Live)»           |                     | 2:40         |
| 22.                 | «Oh! Didn't I Say (Live)»       |                     | 2:31         |
| 23.                 | «I'm a Poseur (Live)»           |                     | 2:30         |
| 24.                 | «White Light/White Heat (Live)» | Лу Рид              | 2:49         |
| 25.                 | «Kill St. Joy (Live)»           |                     | 3:46         |
| Общая длительность: | Общая длительность:             | Общая длительность: | 78:00        |

## Участники записи
Tubeway Army
- Гэри Ньюман — вокал, гитара, клавишные
- Пол Гардинер — бэк-вокал, бас-гитара
- Джесс Лидьярд — барабаны

Производственный персонал
- Гэри Ньюман — продюсирование
- Майк Кемп — звукоинженеринг, сведение
- Джон Дент — ремастеринг

## Чарты
| Чарт                             | Позиция в чартах |
| -------------------------------- | ---------------- |
| Великобритания (UK Albums Chart) | 14               |